# Andrzej Czacki
Andrzej Czacki herbu Świnka – wojski kaliski w latach 1694-1711.
Sędzia kapturowy sądu grodzkiego poznańskiego w 1696 roku. Sędzia kapturowy ziemstwa i grodu kaliskiego w 1704 roku.